# Lista stacji lekkiej kolei w hrabstwie Santa Clara

Schemat linii lekkiej kolei Santa Clara VTA

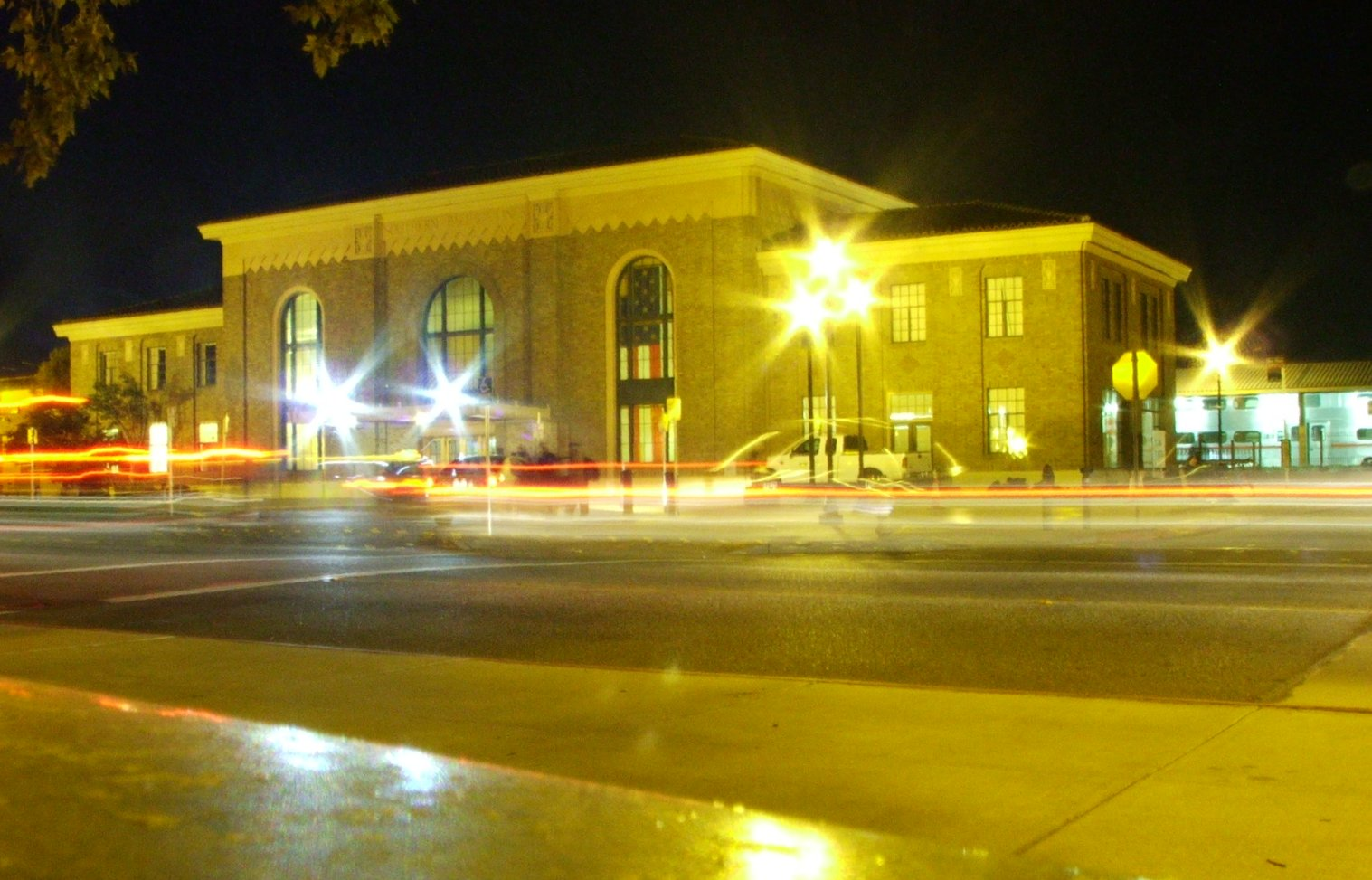
Stacja San Jose Diridon w nocy

Santa Clara Valley Transportation Authority light rail to system lekkiej kolei w hrabstwie Santa Clara w Kalifornii. System ma 67.9 km (42,2 mil) i jest obsługiwany przez Santa Clara Valley Transportation Authority. System obsługuje ponad 32.000 pasażerów dziennie.
System posiada obecnie 62 stacje, w tym 38 stacji są obsługiwane przez linię Mountain View – Winchester, 36 obsługiwanych jest przez linię Alum Rock – Santa Teresa, a 3 są obsługiwane przez linię Ohlone / Chynoweth – Almaden. Większość stacji, 42, znajdują się w San Jose, sześć stacji w Sunnyvale a pięć jest w Mountain View. W Campbell, Milpitas i Santa Clara są po trzy stacje.

## Lista stacji

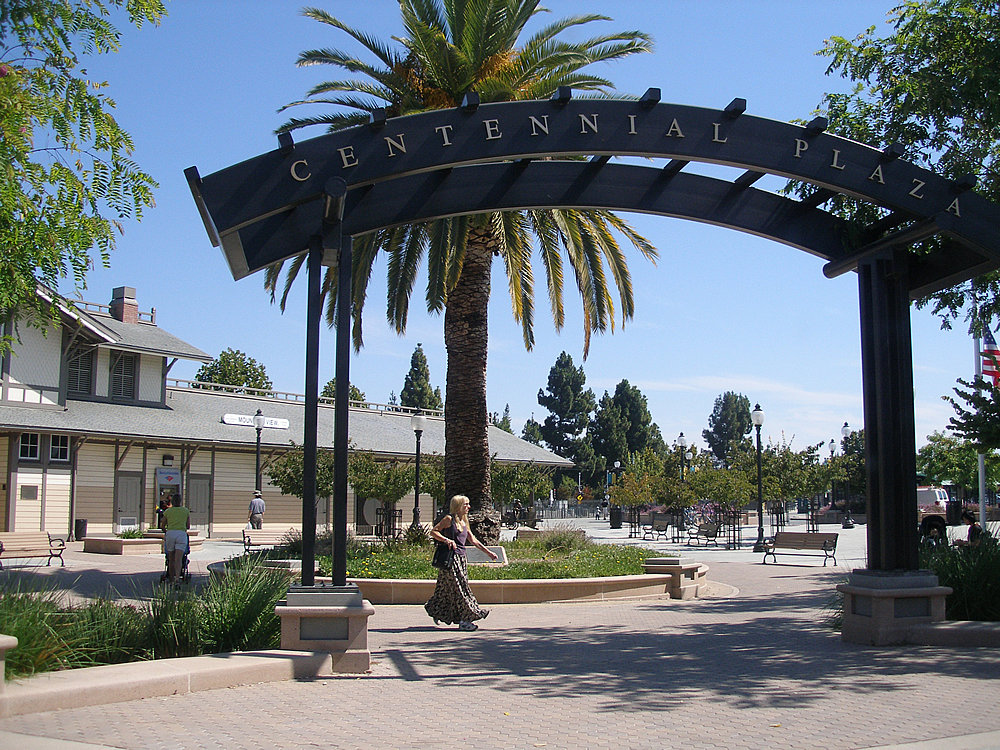
Widok na Centennial Plaza (w tle widoczny jest przystanek lekkiej kolei Downtown Mountain View)

| * | Stacja węzłowa   |
| † | Stacja zamknięta |

| Stacja lekkiej kolei        | Linia lekkiej kolei                                   | Miejscowość   | Rok otwarcia |
| --------------------------- | ----------------------------------------------------- | ------------- | ------------ |
| Almaden†                    | Ohlone/Chynoweth–Almaden                              | San Jose      | 1991         |
| Alum Rock†                  | Alum Rock – Santa Teresa                              | San Jose      | 2004         |
| Bascom                      | Mountain View – Winchester                            | San Jose      | 2005         |
| Baypointe                   | Alum Rock – Santa Teresa                              | San Jose      | 1999         |
| Bayshore-NASA               | Mountain View – Winchester                            | Mountain View | 1999         |
| Berryessa                   | Alum Rock – Santa Teresa                              | San Jose      | 2004         |
| Blossom Hill                | Alum Rock – Santa Teresa                              | San Jose      | 1991         |
| Bonaventura                 | Mountain View – Winchester Alum Rock – Santa Teresa   | San Jose      | 1987         |
| Borregas                    | Mountain View – Winchester                            | Sunnyvale     | 1999         |
| Branham                     | Alum Rock – Santa Teresa                              | San Jose      | 1991         |
| Capitol                     | Alum Rock – Santa Teresa                              | San Jose      | 1991         |
| Champion                    | Mountain View – Winchester                            | San Jose      | 1997         |
| Children's Discovery Museum | Alum Rock – Santa Teresa                              | San Jose      | 1990         |
| Cisco Way                   | Alum Rock – Santa Teresa                              | San Jose      | 2001         |
| Civic Center                | Mountain View – Winchester Alum Rock – Santa Teresa   | San Jose      | 1987         |
| Component                   | Mountain View – Winchester Alum Rock – Santa Teresa   | San Jose      | 1987         |
| Convention Center*          | Mountain View – Winchester } Alum Rock – Santa Teresa | San Jose      | 1988         |
| Cottle                      | Alum Rock – Santa Teresa                              | San Jose      | 1991         |
| Cropley                     | Alum Rock – Santa Teresa                              | San Jose      | 2004         |
| Crossman                    | Mountain View – Winchester                            | Sunnyvale     | 1999         |
| Curtner                     | Alum Rock – Santa Teresa                              | San Jose      | 1991         |
| Downtown Campbell           | Mountain View – Winchester                            | Campbell      | 2005         |
| Downtown Mountain View†     | Mountain View – Winchester                            | Mountain View | 1999         |
| Evelyn                      | Mountain View – Winchester                            | Mountain View | 1999         |
| Fair Oaks                   | Mountain View – Winchester                            | Sunnyvale     | 1999         |
| Fruitdale                   | Mountain View – Winchester                            | San Jose      | 2005         |
| Gish                        | Mountain View – Winchester Alum Rock – Santa Teresa   | San Jose      | 1987         |
| Great America               | Mountain View – Winchester                            | Santa Clara   | 1987         |
| Great Mall/Main             | Alum Rock – Santa Teresa                              | Milpitas      | 2004         |
| Hamilton                    | Mountain View – Winchester                            | Campbell      | 2005         |
| Hostetter                   | Alum Rock – Santa Teresa                              | San Jose      | 2004         |
| I-880/Milpitas              | Alum Rock – Santa Teresa                              | Milpitas      | 2001         |
| Japantown-Ayer              | Mountain View – Winchester Alum Rock – Santa Teresa   | San Jose      | 1988         |
| Karina                      | Mountain View – Winchester Alum Rock – Santa Teresa   | San Jose      | 1987         |
| Lick Mill                   | Mountain View – Winchester                            | San Jose      | 1987         |
| Lockheed Martin             | Mountain View – Winchester                            | Sunnyvale     | 1999         |
| McKee                       | Alum Rock – Santa Teresa                              | San Jose      | 2004         |
| Metro-Airport               | Mountain View – Winchester Alum Rock – Santa Teresa   | San Jose      | 1987         |
| Middlefield                 | Mountain View – Winchester                            | Mountain View | 1999         |
| Moffett Park                | Mountain View – Winchester                            | Sunnyvale     | 1999         |
| Montague                    | Alum Rock – Santa Teresa                              | Milpitas      | 2004         |
| Oakridge                    | Ohlone/Chynoweth–Almaden                              | San Jose      | 1991         |
| Ohlone-Chynoweth*           | Alum Rock – Santa Teresa Ohlone/Chynoweth–Almaden     | San Jose      | 1991         |
| Old Ironsides               | Mountain View – Winchester                            | Santa Clara   | 1987         |
| Orchard                     | Mountain View – Winchester Alum Rock – Santa Teresa   | San Jose      | 1987         |
| Paseo de San Antonio        | Mountain View – Winchester                            | San Jose      | 1988         |
| Penitencia Creek            | Alum Rock – Santa Teresa                              | San Jose      | 2004         |
| Race                        | Mountain View – Winchester                            | San Jose      | 2005         |
| Reamwood                    | Mountain View – Winchester                            | Santa Clara   | 1999         |
| River Oaks                  | Mountain View – Winchester Alum Rock – Santa Teresa   | San Jose      | 1987         |
| Saint James                 | Mountain View – Winchester Alum Rock – Santa Teresa   | San Jose      | 1988         |
| San Jose Diridon            | Mountain View – Winchester                            | San Jose      | 2005         |
| San Fernando                | Mountain View – Winchester                            | San Jose      | 2005         |
| Santa Clara                 | Mountain View – Winchester Alum Rock – Santa Teresa   | San Jose      | 1988         |
| Santa Teresa†               | Alum Rock – Santa Teresa                              | San Jose      | 1991         |
| Snell                       | Alum Rock – Santa Teresa                              | San Jose      | 1991         |
| Tamien                      | Alum Rock – Santa Teresa                              | San Jose      | 1990         |
| Tasman*                     | Mountain View – Winchester Alum Rock – Santa Teresa   | San Jose      | 1987         |
| Vienna                      | Mountain View – Winchester                            | Sunnyvale     | 1999         |
| Virginia                    | Alum Rock – Santa Teresa                              | San Jose      | 1990         |
| Whisman                     | Mountain View – Winchester                            | Mountain View | 1999         |
| Winchester†                 | Mountain View – Winchester                            | Campbell      | 2005         |